# Корнати
Корнати (на хърватски: Kornati) е национален парк в Хърватия, разположен в Централна Далмация на архипелага Корнати в Адриатическо море.

## Общи сведения
Архипелагът Корнати е уникален с гъсто разположените си острови и островчета (147 на брой) и истинския лабиринт, който образуват многочислените проливи, протичащи между тях. Най-големият от островите е Корнат с площ 32 км², дължина 25,2 км и максимална ширина до 2,5 км. Проливите отделят не само отделните островчета, формиращи архипелага, едно от друго, но и целия архипелаг от съседните острови Дуги оток и Пашман. Заливът Муртерско море отделя Корнати от остров Муртер.
Националният парк Корнати е създаден през 1980 г. В границите му попада по-голямата част от архипелага – 89 острова с обща площ 50 км² и с брегова линия надхвърляща 238 км. Това означава, че общата площ на националния парк заедно с акваторията е 220 км². Извън границите му остават единствено някои острови от северната част на архипелага. Основната част от националния парк – около две трети, е заета от едноименния остров Корнат.
На архипелага няма постоянно население. В отделни места покрай по-защитените заливчета са построени само известен брой временни постройки, използвани от собственици на земи, повечето от които живеят постоянно на остров Муртер. През летния сезон националният парк привлича голям брой туристи, яхтсмени, гмуркачи и любители на дивата природа.

## Флора и фауна
Растителният и животинският свят на Корнати са изключително богати на видове, регистрирани са 537 вида растения. Най-често срещани са елите и маслиновите дървета. Трябва да се отбележи, че това разнообразие на видове се наблюдава както на сушата, така и под водата.
Животинският свят е представен от различни гризачи, гущери и змии, насекоми и дребни хищници като невестулки и белки. От птиците най-разпространени в очертанията на парка са соколите, совоподобните, пеликаните, кормораните, мишеловите.
На морското дъно има рифове с интересни форми, които са богати на корали, мекотели, перлени раковини. Морските води са богати и на риба.

## Забележителности
- Короните – геоложки феномен, представляващ група скали, изникнали направо от морето. Достигат 100 м височина, както в подводната си част, така и над водата. Изкачването по тях е забранено.
- Останки от древните селища на илирите, най-старото население по тези места.
- Крепостта Турета на остров Корнат от VI в.

## Галерия
- Остров Катина, част от архипелаг Корнати
- Скали насред морето (Корнати)
- Крепостта на остров Мана (Корнати)
- Остров Лавса (Корнати)